# Bror Larsson
Bror Inge Larsson, född 23 oktober 1924 i Värna, död 13 maj 2009 i Harplinge församling, var en svensk officer i Armén och senare Flygvapnet.

## Biografi
Larsson blev fänrik i Armén 1948. Han befordrades till löjtnant 1950, till kapten 1961, till major 1969, till överstelöjtnant 1972 och till överste 1976.
Larsson inledde sin militära karriär 1948 i Armén vid Norrlands luftvärnskår (Lv 7), och fortsatte 1950 till Östgöta luftvärnsregemente (Lv 2). År 1961 övergick Larsson till Flygvapnet och Svea flygflottilj (F 8). Åren 1967–1974 var han chef för Luftvärnsrobotsystemdetaljen vid Flygstaben. Åren 1974–1977 var han chef för Organisationsavdelningen vid Flygstaben. Åren 1977–1979 var han ställföreträdande sektorflottiljchef och tillika flottiljchef för Norrbottens flygflottilj (F 21/Se ÖN 3). Åren 1979–1985 var han chef för Flygvapnets Halmstadsskolor (F 14). Larsson lämnade Flygvapnet 1985. Han är gravsatt i minneslunden på Harplinge kyrkogård.

## Utmärkelser
- Riddare av Svärdsorden, 6 juni 1974.[3]